# Schloss Menetou-Couture

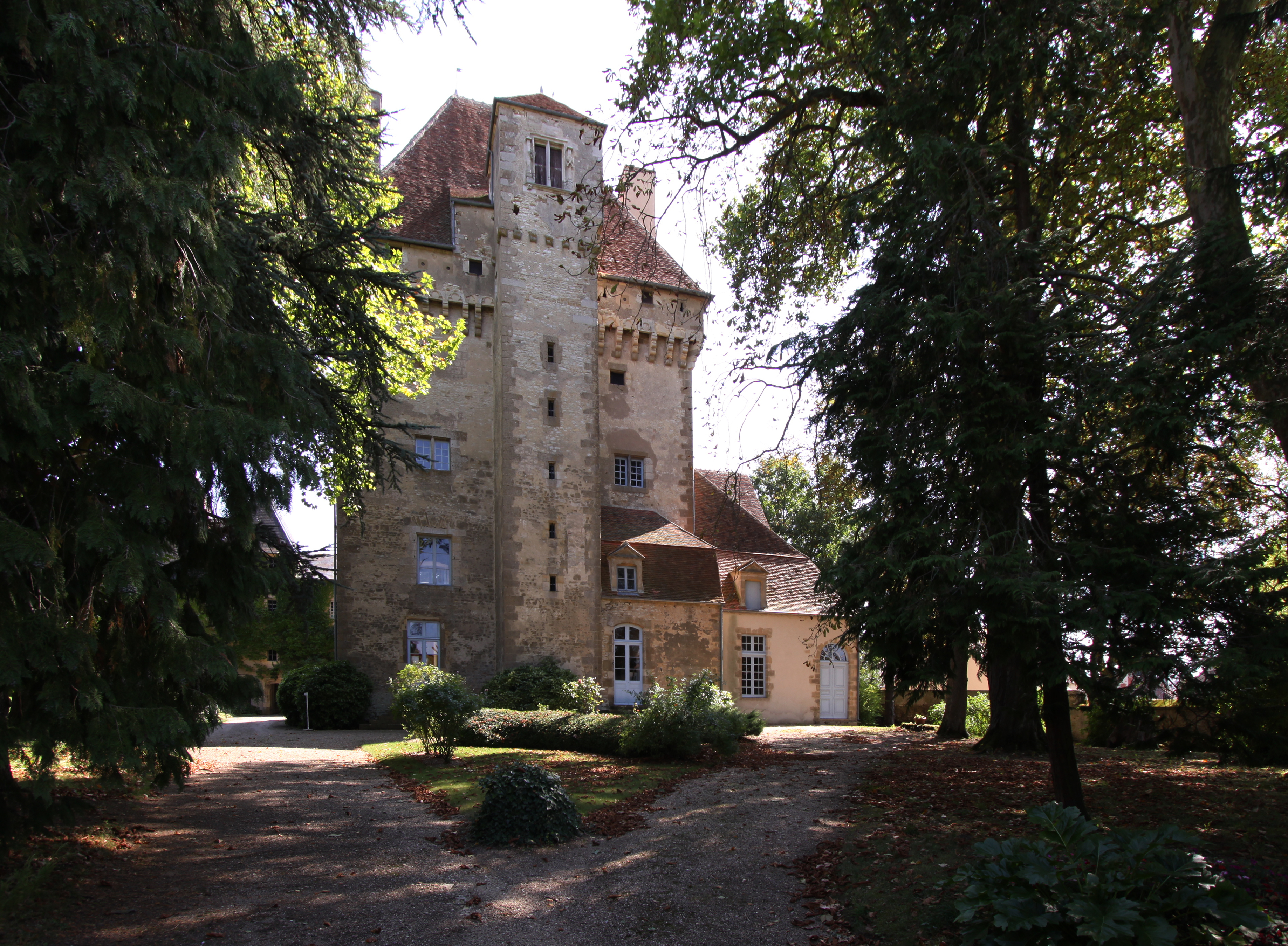
Donjon von Schloss Menetou-Couture

Das Schloss Menetou-Couture gehört zur Gemeinde Menetou-Couture im französischen Département Cher und besteht aus einem mittelalterlichen Donjon aus dem Jahr 1460 sowie einem Wohngebäude aus dem späten 15. Jahrhundert. Die sonstigen Anbauten gehen auf die Mitte des 18. Jahrhunderts zurück.
Erbaut wurde der Donjon von den Brüdern Jean und Philippe de Villaines, Seigneures de Menetou-Couture, als Teil eines stark befestigten militärischen Stützpunktes an der Grenze zwischen den Provinzen Bourgogne und Berry. Das Anwesen war für mehrere Jahrzehnte im Besitz dieser Familie. 1908 musste der seinerzeitige Besitzer die zugehörigen Ländereien verkaufen. Von den ursprünglich 667 Hektar blieben nur 40 Hektar übrig, was der Fläche der heutigen Parkanlage entspricht. Die jetzigen Besitzer erwarben das Schloss im Jahr 1990.
Das von alten Bäumen umgebende Gebäude hat einen Treppenturm und ist über 30 Meter hoch. Seine Architektur blieb von der Renaissancezeit unbeeinflusst. Insgesamt ist der rechteckige Donjon mit seinen Kaminen und seinem wie ein kieloben liegendes Boot geformten Dachstuhl beispielhaft für einen Wohnturm des 15. Jahrhunderts.
Seit 1917 ist der Donjon als Monument historique klassifiziert. Innenräume und Park stehen Besuchern offen.